# 福岡県道611号西ノ浦今宿自転車道線
福岡県道611号西ノ浦今宿自転車道線（ふくおかけんどう611ごう にしのうらいまじゅくじてんしゃどうせん）は、福岡県福岡市西区を通る一般県道（自転車道）である。

## 概要
福岡市西区西浦から福岡市西区今宿に至る。ほぼ全線が自転車道に指定されている。路線の大半が玄界灘沿いにあり、福岡県道54号福岡志摩前原線と並行している。玄海自転車道、または玄海サイクリングロードと呼ばれることがある。全線を政令指定都市である福岡市が管理する。
福岡県道54号福岡志摩前原線脇、二見ヶ浦に近い糸島市との市境付近を起点とし、今宿の国道202号交点に至る全長15.5 kmの自転車道である。
起点から西浦地区の中心部までは福岡県道54号福岡志摩前原線に沿って玄界灘沿岸部を通り、西浦地区の中心部から宮浦までは同じく福岡県道54号福岡志摩前原線に沿って内陸部を通る。宮浦地区では中心市街地を通らず、福岡県道54号福岡志摩前原線より離れ、市街地の南側の内陸寄りを通る。今津地区では県道54号線より離れ、北側（海寄り）の松林の中を通る。福岡県道54号福岡志摩前原線脇の自転車歩行者専用道路橋を渡り今津地区を抜け、そこから今宿までは福岡県道54号福岡志摩前原線に並行する。
途中、小田・今津の2か所に自転車休憩所が設置されている。
路線としての西ノ浦今宿自転車道線は今宿までであるが、玄海サイクリングロードは今宿大塚交差点を左折し国道202号を東進した先の室見川手前の福重4丁目まで続く。ただしこの区間はすべて国道202号に並行している。

### 路線データ
- 起点：福岡県福岡市西区大字西浦
- 終点：福岡県福岡市西区今宿三丁目

## 地理

### 通過する自治体
- 福岡県
  - 福岡市（西区）

### 交差する道路
- 国道202号
- 福岡県道54号福岡志摩前原線
- 福岡県道85号福岡志摩線

### 沿線
- 元寇防塁跡（今津）
- 今津遺跡
- 今津運動公園